# カワサキ・750ターボ
カワサキ・750ターボは川崎重工業が1984年に発売した750ccの過給器付きオートバイである。

## 概要
1970年代後半、排ガス規制によって全般的に出力の低下した四輪車は出力向上のためにターボチャージャーを採用し、ターボブームが巻き起こった。1980年代に入り、それまで空冷自然吸気エンジンが主流だったオートバイにも世界初のターボチャージャー搭載車が登場した。1980年にホンダ・CX500Turboが登場、1982年にヤマハXJ650ターボ、スズキXN85が登場した。
当時ターボチャージャー搭載車を市販車として持っていなかったカワサキも、1981年の東京モーターショーにはすでに750turboのプロトタイプを参考出品していた。翌1982年のケルンショーでは正式に量産モデルとして披露され、2年後の1984年にデリバリーが開始された。日本の4メーカー中で最後発となった同車だったが、最高出力は他メーカーのターボモデルを大きく上回る112psであった。また、セパレートハンドルやバックステップ、当時は最高の速度レンジであったVレンジタイヤなどを装備していた。
　0-400mタイムは10.71秒で当時世界最速（GPz1100は11.00秒）、最高速度は235km/h（GPz1100は237km/h）であった。車体は高出力に対応するために大口径のフロントフォークと大径ディスクブレーキ、強化クラッチを装備した。750ターボはZ750FXIIやZ750GPなどと同様にZ650ザッパーをベースとして設計されている。サイドカバーやアンダーカウルなどには、1981年の東京モーターショーで公開されたプロトタイプの外観意匠と同様にリベット風の処理が施されていた。
しかし他社も含めてオートバイのターボモデルは全て日本国外輸出専用で国内販売はなかった。また750ターボの価格はフラッグシップモデルのGPz1100より高価であり、当時の円レート換算で230万円以上の価格が設定されていた（1984年当時、日本の大卒者の平均初任給は約13万円）。

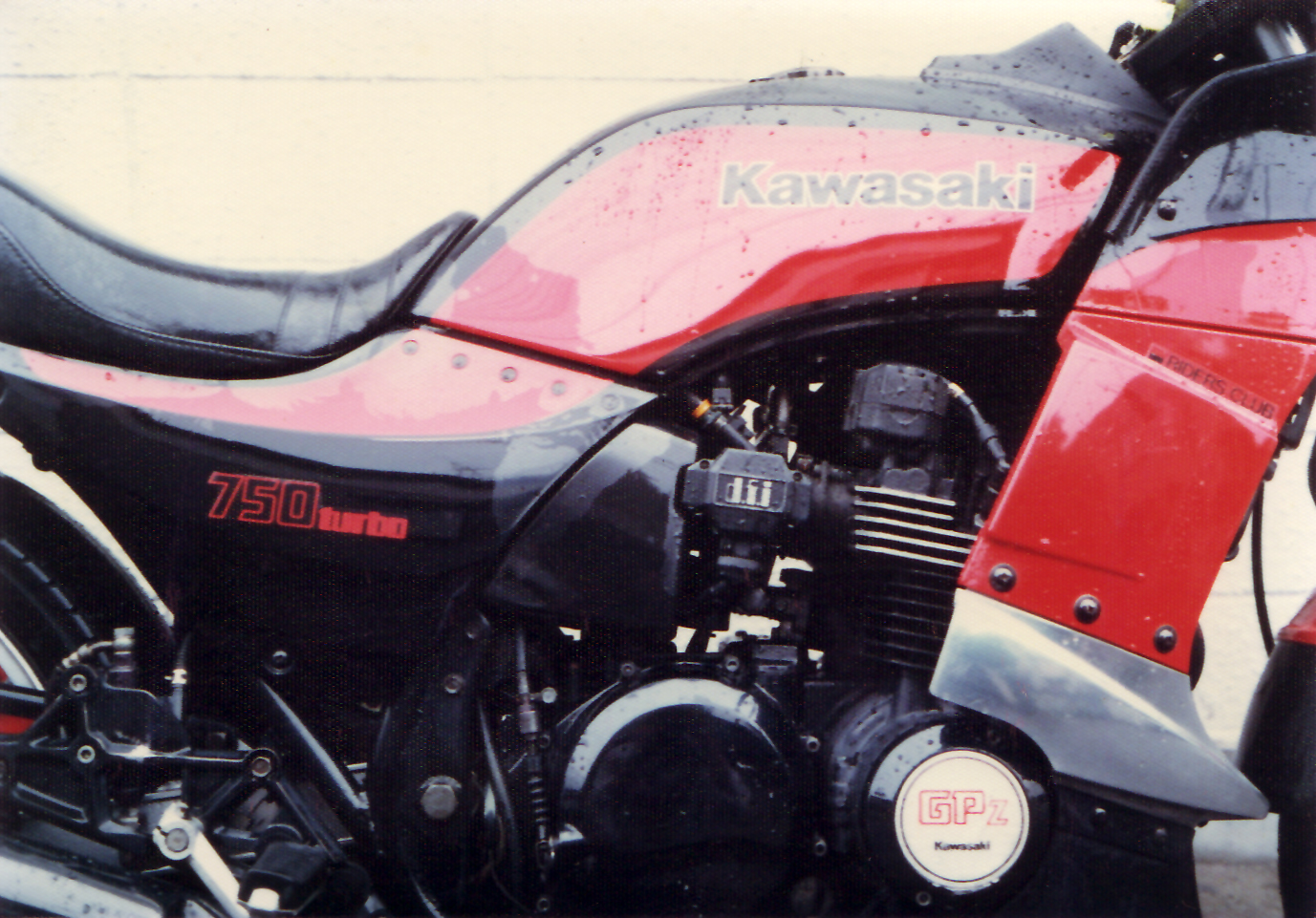
空冷ターボエンジン搭載
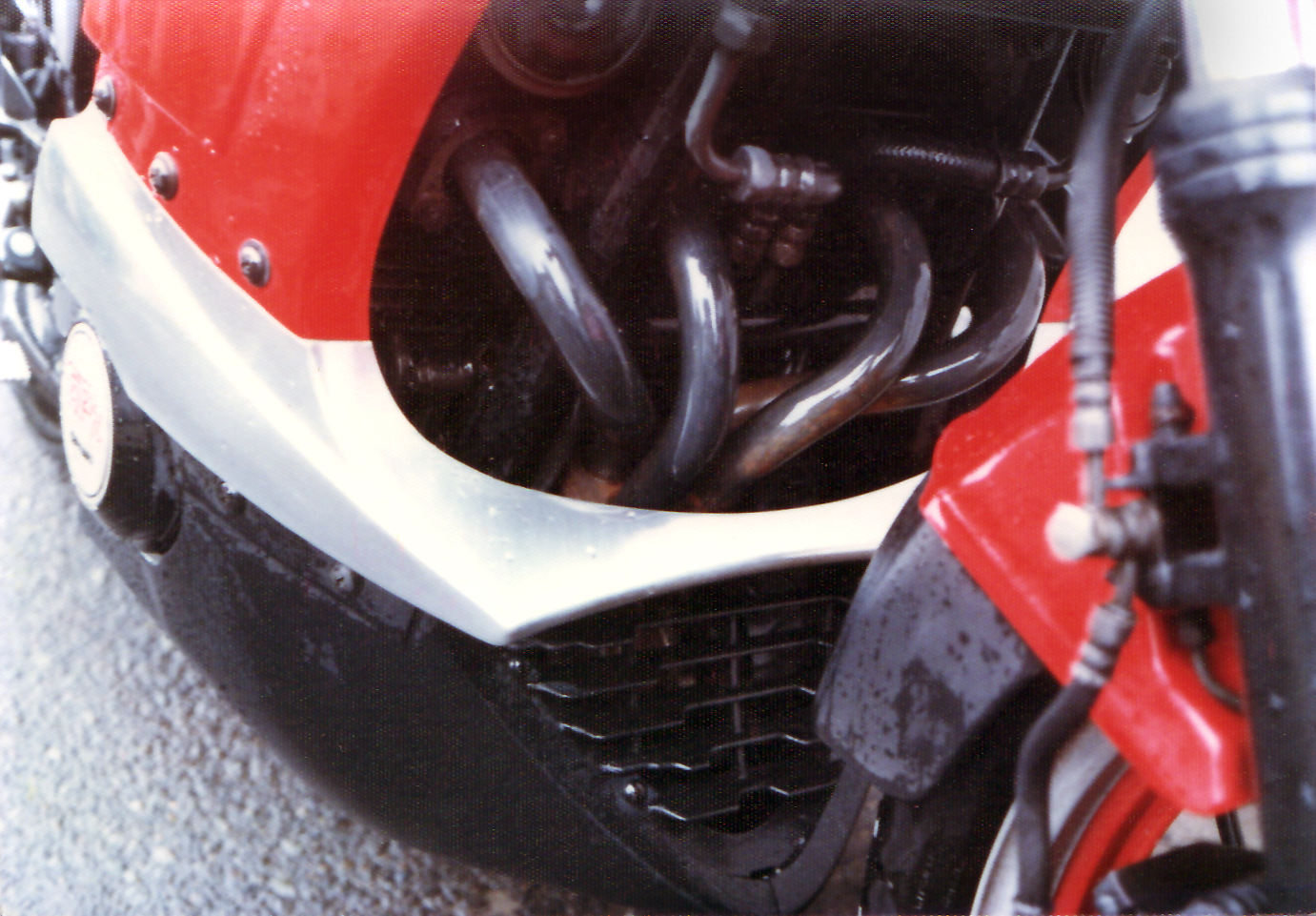
エンジンガードはアルミ製、その下にターボチャージャーがある

## モータースポーツ対応
カワサキは車体の設計段階から750ターボをレースに転用できるよう計画していた。そのひとつがエンジンコントロールユニット（デジタルフューエルインジェクション）のデータで、ある特定の配線を一本切断するだけでブーストアップと噴射燃料増量を行う、レース用の制御データが実装されていた。もう一つはターボチャージャーに走行風を直接導入するインテークダクトで、カワサキ純正レース専用パーツとして車体開発に平行して試作されていた。ターボチャージャー近辺に設けられたアンダーカウルの意匠は、レース専用インテークダクトが接続される空気取り入れ口となる予定だった。これらの情報は公道上で使用することが前提の一般ユーザーには公表されていなかったが、カワサキ内部文書の流出後はユーザーの間で「レースモード」と呼ばれていた。